# La Côte-Saint-André
 La Côte-Saint-André  es una población y comuna francesa, en la región de Ródano-Alpes, departamento de Isère, en el distrito de Vienne. Es el chef-lieu y mayor población del cantón de La Côte-Saint-André.

## Demografía
| 3623 | 3522 | 3865 | 3857 | 3966 | 4240 |
| Para los censos de 1962 a 1999 la población legal corresponde a la población sin duplicidades (Fuente: INSEE [Consultar]) |      |      |      |      |      |

## Personas vinculadas
- Hector Berlioz, uno de los más destacados compositores de la música del Romanticismo, nació en este pueblo.

Se conserva su casa natal, habilitada como Museo Berlioz, y anualmente se celebra un festival en honor al músico.